# Saint-Germain-de-Longue-Chaume
Saint-Germain-de-Longue-Chaume is een gemeente in het Franse departement Deux-Sèvres (regio Nouvelle-Aquitaine) en telt 322 inwoners (1999). De plaats maakt deel uit van het arrondissement Parthenay.

## Geografie
De oppervlakte van Saint-Germain-de-Longue-Chaume bedraagt 14,7 km², de bevolkingsdichtheid is 21,9 inwoners per km².

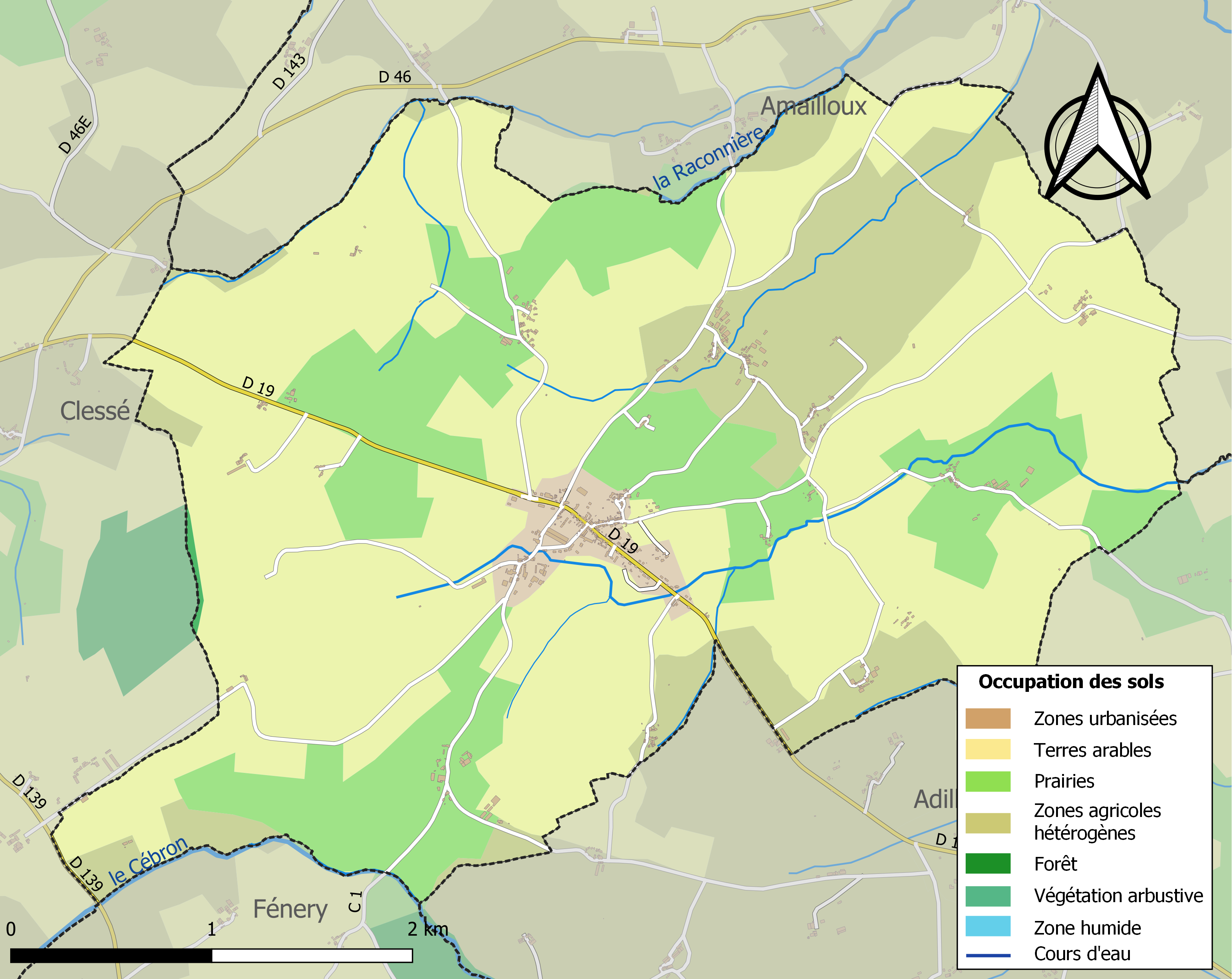
Kaart van de gemeente met de belangrijkste infrastructuur, bodemgebruik en omliggende gemeenten

De onderstaande kaart toont de ligging van Saint-Germain-de-Longue-Chaume met de belangrijkste infrastructuur en aangrenzende gemeenten.

## Demografie
Onderstaande figuur toont het verloop van het inwonertal (bron: INSEE-tellingen).